# Marcus Fulvius Flaccus Bambalio
Pour les articles homonymes, voir Marcus Fulvius Flaccus.
Marcus Fulvius Flaccus Bambalio est un sénateur romain du Ier siècle av. J.-C.
Marcus Fulvius Flaccus est né à Tusculum, d'où était originaire la branche des Flaccii de la gens Fulvia. Son père est le consul Marcus Fulvius Flaccus, consul de la République romaine en 125 av. J.-C. Il est donc un descendant du sénateur Marcus Fulvius Flaccus, consul en 264 av. J.-C.
Il est préteur de la République à une date inconnue et, selon la tradition, il aurait, durant sa préture, hésité en prononçant son discours (chose impardonnable pour un sénateur à l'époque). C'est pour cette raison qu'on le surnomme Bambalio car le mot Bambalĭo signifie bègue en latin.
Il épouse la fille de Caius Sempronius Gracchus, l'un des Gracques, et de Licinia Crassa, une cousine du triumvir Crassus. Il n'a d'elle qu'une fille, Fulvie, future épouse du triumvir Marc Antoine.